# Γ-aminomaslena kislina
γ-aminobutanojska kislina oz. γ-aminomaslena kislina (skrajšano GABA) je pomemben inhibitorni živčni prenašalec v osrednjem živčevju. Kemično gledano spada med neproteinogene aminokisline. Aminska skupina se nahaja v oddaljenosti treh ogljikovih atomov od karboksilne skupine, zato spada med tako imenovane γ-aminokisline.

## Receptorji
GABA se veže na specifične receptorje. Obstajajo iontotropni in metabotropni GABA-receptorji:
- GABAA-receptorji so kloridni kanalčki (iontotropni receptorji), ki se po vezavi liganda (GABA) odprejo in s tem izzovejo inhibitorni signal.
- GABAB-receptorji so sklopljeni s proteinom G (metabotropni receptorji). Po vezavi liganda odprejo kalijeve kanalčke, kar povzroči hiperpolarizacijo celične membrane. Hkrati zmanjšajo verjetnost odprtja kalcijevih kanalčkov. Ti receptorji se nahajajo presinaptično in zavirajo prevajanje dražljaja.
- GABAC-receptorji so iontotropni receptorji in se razlikujejo od GABAA-receptorjev po tem, da nanje nekatere učinkovine, kot na primer benzodiazepini in barbiturati, ne delujejo.

## Biosinteza in presnova
GABA se s pomočjo encima glutamat-dekarboksilaze (GAD) sintetizira iz glutamata. Torej se v eni stopnji pretvori pomemben ekscitatorni živčni prenašalec v pomebnega inhibitornega. GABA se deloma prenese tudi v okolno nevroglijo, kjer se z encimom GABA-transaminazo pretvori v glutamin ter se po potrebi znova prenese v presinaptično živčno celico in se zopet pretvori v glutamat (glutaminski ciklus). Nadalje se lahko ponovno pretvori v GABA-o.
Molekule GABA-e se po sprostitvi v sinaptično režo bodisi znova privzamejo v presinaptični nevron bodisi se presnovijo z GABA-transaminazo ali pa vstopijo v celice glije, kjer so na voljo za glutaminski cikel.

## Farmakologija
Učinkovine lahko delujejo na GABA-receptorje kot agonisti ali pa povečajo količino sproščene GABA-e v sinapso. Delujejo kot anksiolitiki in antikonvulzivi. Številne med njimi povzročajo motnje kratkotrajnega spomina in retrogradno amnezijo.
Učinkovine, ki delujejo na GABA-receptorje:
- avermektini: doramektin, selamektin, ivermektin ...
- barbiturati
- benzodiazepini
- baklofen
- tramadol
- opiati
- kanabinoidi
- karbamazepini
- derivati ciklopirolona (zopiklon)
- etanol
- gama-hidroksibutirat (GHB)
- imidazopiridini (zolpidem)
- fenitoin

Učinkovini, ki delujeta na GABA-sistem po drugih poteh:
- tiagabin - inhibira privzem GABA-e iz sinapse v presinaptični nevron in glijo,
- vigabatrin - inhibira GABA-transaminazo.